# Rob Derks (striptekenaar)
Rob Derks (Nijmegen, 1 september 1974) is een Nederlandse striptekenaar en illustrator. 
Hij maakte in 1999 zijn landelijke debuut met de strip Pakje Bakmeel in het dagblad Metro. In 2001 richtte hij samen met René Leisink, Jan Dirk Barreveld en Michiel van de Vijver een striptekenstudio op: Studio Noodweer. Rob Derks tekende sindsdien strips en illustraties voor onder andere de Nederlandse Politiebond, het jeugdblad Roetsj!, Band Zonder Banaan en ProRail. Samen met Joris Lutz, Bram Klein en Bart Wijtman startte hij de kinderboekenserie Fred van Honderloo, waarvoor Derks de illustraties maakt. Bij Studio Jan van Haasteren tekent hij platen voor puzzelfabrikant Jumbo.